# شکوه چهارم (فیلم)
شکوه چهارم (انگلیسی: The Glorious Fourth) یک فیلم است که در سال ۱۹۲۷ منتشر شد.